# Гарсия Кальво, Хосе
Хосе Антонио Гарсия Кальво (исп. José Antonio García Calvo род. 1 апреля 1975[…], Мадрид) — испанский футболист, игрок сборной Испании.

## Карьера
Хосе воспитанник молодежной системы "Реала", принял участие в шести матчах за первую команду, выигравшую чемпионат Ла Лиги в сезоне 1996-97 годов, и в итоге за все время своей карьеры в клубе сыграл всего 16 матчей. Его первый матч состоялся 2 марта 1996 года, в домашней победе 5:0 над "Саламанкой" (Фернандо Санс, другой центральный защитник из академии, также сыграл свой первый матч в высшей лиге в тот день); затем он подписал контракт с "Реалом Вальядолид", где был постоянным игроком в течение четырех лет, забив свой первый профессиональный гол в первый же год.
Затем Кальво провел пять лет в другом столичном клубе, "Атлетико Мадрид". Он сыграл важную роль в повышении "кольчонерос" в 2002 году из Сегунды, сыграв 35 матчей и сделав 11 удалений.
Не сумев прижиться в "Атлетико" в последние два года своей карьеры, Гарсия Кальво вернулся в "Вальядолид" летом 2006 года, способствуя возвращению в высший дивизион после трехлетнего отсутствия. В течение всей следующей кампании он был безоговорочным игроком, а 2 сентября 2007 года забил в домашнем матче с "Депортиво де Ла-Корунья" (2:2), когда команда из Кастилии-Ла-Манчи наконец-то сохранила свой статус.
После постоянных проблем со стопой, которые мучили его на протяжении 2008-09 годов, Кальво объявил о своем уходе из игры в 34 года.